# Várzea Nova
Várzea Nova è un comune del Brasile nello Stato di Bahia, parte della mesoregione del Centro-Norte Baiano e della microregione di Jacobina.